# Citroën Yagán
El Yagán fue un vehículo utilitario de bajo coste producido en Chile por Citroën entre 1972 y 1974. Fue el primer automóvil diseñado y fabricado exclusivamente en el país, como una iniciativa del gobierno de la Unidad Popular.

## Historia
En 1971, el gobierno de Salvador Allende, a través de su ministro de Economía, Pedro Vuskovic, encargó a Citroën, en sociedad con la Corporación de Fomento de la Producción (Corfo), un proyecto para producir un automóvil popular que tuviera un precio accesible, cuyo costo de producción no sobrepara los 250 dólares y que empleara un 50 % de piezas nacionales.
Este modelo se basaba en el Méhari, un todoterreno playero derivado del 2CV. Se planeaba que el motor se importase de Argentina y la carrocería de plástico desde Uruguay, pero el alto precio de esta —el triple del coste de producción estipulado— frustró dicha posibilidad. Se decidió entonces crear un modelo basado en el Baby Brousses, un concepto similar al del Méhari, muy parecido al Pony griego, el cual es un híbrido —mitad Jeep, mitad automóvil— sin techo ni puertas; se instaló una cadenita en su lugar. Los medios fueron escasos y los trabajadores no poseían la cualificación necesaria para un proyecto de este tipo, tratándose de una producción totalmente artesanal.
La falta de presupuesto obligó a prescindir de matrices de estampado para la carrocería; la lata se trabaja con una plegadora manual y los contornos de los pasos de rueda y la puerta se hacen con una troqueladora, por ese motivo no son extrañas las asimetrías entre un lado y otro. El resultado fue una carrocería llena de líneas rectas, con un guardabarros compuesto de varias piezas trapezoidales que lo asemeja a un automóvil de Lego. El acabado es tosco y las bisagras exteriores del capó que lo dejan inestable al abrirlo. Sobre las complicaciones del proceso de producción, Pedro Medina —presidente del Sindicato Industrial de Citroën en la época— comenta lo siguiente:

Apenas entró [el Yagán] en la línea de montaje empezaron los problemas. Que el taparrabo no ajusta, y vamos pegándole martillazos. Que el guardafangos queda desplazado, y topa con la gomas, vamos limando. Los operarios decían: «dale un poquito pa’ allá, un poquito pa’ acá, enderezando el capó, dale un poquito pa’ allá, no le dis tanto, oye, hay que correrse cinco centímetros, no, hagámosle un corte». Y vamos cortando. El tablero de instrumentos, que era de lata, no quedaba centrado. El controlador de calidad decía: «¡puta!, no ven que está chueco», y entonces vamos limando. Y luego, las perforaciones no coincidían con las fijaciones: «¡puta! límale otro poquito. Entonces venía el supervisor y mandaba a pintar de nuevo la pieza porque se podía oxidar […] nosotros hacíamos las piezas una por una y había que hacerlas calzar a martillazos. Por eso no hay dos Yaganes iguales y por eso, al poco comenzaba a ceder la carrocería […] La cosa era tan difícil de armar que no quedaba otra cosa que reírnos.

Las primeras unidades del Yagán salieron a la venta entre 1972 y 1973. Consideradas las circunstancias fue un éxito relativo: se fabricaron unas 200 unidades en una primera fase y otras 200 más tarde, pero el golpe de Estado del 11 de septiembre de 1973 cambió radicalmente la historia del auto. Con la junta militar en el poder, para buscar una salida al problema, se le realizan algunas modificaciones para convertirlo en auto de patrulla y se venden varios lotes a las fuerzas armadas o como vehículo militar para el Ejército de Chile para utilizar en la frontera norte del país, en el marco de un posible conflicto con Perú; esta variante, que debía desenvolverse en el desierto de Atacama, poseía ruedas más altas, pintura de camuflaje e incluso una ametralladora en la parte trasera. Además, con vistas a una utilización más exigente, el Ejército sometió al Yagán a diversas pruebas como por ejemplo lanzar los vehículos desde un avión Hércules C-130. Tras el fracaso de los ensayos, se dejó de producir en 1974; aunque los datos no son muy precisos, todas las fuentes indican que habían salido de fábrica entre 600 y 1200 unidades.